# Акбулак (Росія)
Акбула́к (рос. Акбулак) — селище, центр Акбулацького району Оренбурзької області, Росія.

## Географія
Селище розташоване у долині річки Ілек (притока Уралу). Залізнична станція на лінії Ілецьк — Актобе, за 127 км на південний схід від Оренбурга.

## Населення
Населення — 13918 осіб (2010; 14801 у 2002).
Національний склад (станом на 2002 рік):
- росіяни — 63 %

## Господарство
Основне підприємство селища — елеватор. В околицях — розробки крейди.

## Відомі особи
- В селищі народився Шостя Віталій Костянтинович — український графік-плакатист.
- У листопаді 1985 року в Оренбурзі засідала комісія, де вирішувалася подальша доля майбутнього співака Юрія Шатунова. Там Юрія побачила директор дитячого будинку селища Акбулак Валентина Миколаївна Тазекенова. Відчувши співчуття до долі підлітка, вона вплинула на рішення комісії і оформила його в керований нею дитячий будинок.